# Taeniophallus nicagus
Espèce
Synonymes
- Lygophis nicagus Cope, 1868
- Liophis undulatus Peters & Orejas-Miranda, 1970

Taeniophallus nicagus  est une espèce de serpents de la famille des Dipsadidae.

## Répartition
Cette espèce se rencontre :
- au Brésil ;
- en Suriname ;
- au Guyane.

## Publication originale
- Cope, 1868 : An examination of the Reptilia and Batrachia obtained by the Orton Expedition to Equador and the Upper Amazon, with notes on other species. Proceedings of the Academy of Natural Sciences of Philadelphia, vol. 20, p. 96-140 (texte intégral).